# Trióxido de wolframio
El óxido de wolframio (VI), también conocido como trióxido de wolframio o anhídrido wolfrámico, WO3, es un compuesto químico del oxígeno con el metal de transición wolframio. Se obtiene como producto intermedio en la recuperación de wolframio a partir de sus menas. Los minerales del wolframio son tratados con álcalis para producir WO3. La reacción con carbono o hidrógeno gaseoso reduce el trióxido de wolframio a metal puro.

## Depósitos naturales
El óxido de wolframio (VI) se encuentra en la naturaleza en forma de hidratos, que incluyen minerales: Tungstita WO3 · H2O, meymacita WO3·2H2O y hidrotungstita (de la misma composición que la meymacita, sin embargo a veces se escribe como H2 WO4 ). Estos minerales de tungsteno son poco frecuentes.

## Preparación
Se obtiene trióxido de wolframio mediante la calcinación, y consiguiente descomposición térmica, del hidrato WO3 • H2O (ácido wolfrámico)  Como paso preliminar a la obtención del ácido wolfrámico se hace reaccionar la scheelita, CaWO4, con HCl.
{\displaystyle {\mathsf {CaWO_{4}+2HCl\ {\xrightarrow {}}\ CaCl_{2}+H_{2}WO_{4}}}}
{\displaystyle {\mathsf {WO_{3}\cdot \ H_{2}O\ {\xrightarrow {500-800^{o}C}}\ WO_{3}+H_{2}O}}}
También se puede descomponer el parawolframato de amonio: (NH4 ) 10 [H2 W12 O42] • 4H2O a una temperatura de 500-800 °C.
{\displaystyle {\mathsf {(NH_{4})_{10}[H_{2}W_{12}O_{42}]\cdot \ 4H_{2}O\ {\xrightarrow {500-800^{o}C}}\ 12WO_{3}+10NH_{3}+11H_{2}O}}}
Otra método de obtención es la oxidación del wolframio metálico en una atmósfera de oxígeno a temperaturas superiores a 500 °C.
{\displaystyle {\mathsf {2W+3O_{2}\ {\xrightarrow {500^{o}C}}\ 2WO_{3}}}}

## Estructura
La estructura cristalina de trióxido de wolframio depende de la temperatura. A temperaturas superiores a 740 °C tiene una estructura tetragonal de 330 a 740 °C es ortorrómbica, mientras que 17 a 300 °C es monoclínica. Se le supone una estructura triclina 17 a -50 °C. Es evidente que la estructura más común de trióxido de tungsteno es el uno con monoclínico grupo espacial : P21/ n

## Usos
El trióxido de wolframio posee varios usos.
- Por a su color amarillo intenso el óxido de wolframio se emplea como pigmento en las industrias de cerámica y pinturas.[4]

- Se utiliza con frecuencia en la industria para la fabricación de wolframatos para las pantallas de fósforo de rayos X. Para la ignifugación de tejidos[7] y en sensores de gas.[8]

- El WO3 se emplea en óptica, mediante películas de óxido de ultradelgadas se consigue un revestimiento resistente a los arañazos para las lentes ópticas. El trióxido de tungsteno se emplea en la producción de ventanas electrocrómicas o ventanas inteligentes. Estas ventanas son de vidrio que cambiar las propiedades de transmisión de luz mediante la aplicación de un voltaje.[9] Esto permite al usuario para teñir las ventanas, cambiando la cantidad de calor o la luz que pasa a través.

- Es un catalizador de hidrogenación y craqueo de hidrocarburos.[5]

- En 2010 la AIST informó un rendimiento cuántico del 19% en la división de agua fotocatalítica con un fotocatalizador de óxido de cesio-tungsteno mejorado[10]

## Precauciones
El trióxido de wolframio es nocivo por inhalación (y también por el contacto con la piel y por ingestión). Los síntomas de intoxicación pueden presentarse después de muchas horas, por lo tanto, acudir a un médico dentro de 48 horas después del accidente